# Rhynchostegium graminicolor
Rhynchostegium graminicolor là một loài Rêu trong họ Brachytheciaceae. Loài này được (Brid.) A.L. Andrews miêu tả khoa học đầu tiên năm 1957.